# Ижевское сельское поселение (Татарстан)
Ижевское се́льское поселе́ние — муниципальное образование в Менделеевском районе Татарстана Российской Федерации.
Административный центр — село Ижевка.

## История
Статус и границы сельского поселения установлены Законом Республики Татарстан от 31 января 2005 года № 29-ЗРТ «Об установлении границ территорий и статусе муниципального образования "Менделеевский муниципальный район" и муниципальных образований в его составе».

## Население
| 2010 | 2011  | 2012  | 2013  | 2014 | 2015 | 2016 |
| ---- | ----- | ----- | ----- | ---- | ---- | ---- |
| 1009 | ↗1010 | ↘1009 | ↘1000 | ↘987 | ↘985 | ↗989 |
| 2017 | 2018  |       |       |      |      |      |
| ↘982 | →982  |       |       |      |      |      |

## Состав сельского поселения
| № | Населённый пункт | Тип населённого пункта       | Население |
| - | ---------------- | ---------------------------- | --------- |
| 1 | Ижевка           | село, административный центр | ↘982      |